# Når jeg bliver stor
|  | Denne artikel er oprettet af botten PalnaBot ud fra en ekstern database. Den kan derfor have sproglige fejl eller mangler. Denne skabelon kan fjernes efter kontrol af indholdet. |

Når jeg bliver stor er en kortfilm instrueret af Katrin Ottarsdóttir efter manuskript af Rumle Hammerich.